# Consejo de Ministros de Panamá
El Consejo de Ministros de Panamá, también conocido como el gabinete, es el órgano ejecutivo del país formado por el Presidente de la República, los ministros y los directores de las principales instituciones gubernamentales. Las funciones del consejo son emitir decretos, aprobación de decisiones del presidente y de los proyectos ministeriales. La sede del consejo es el Palacio de las Garzas.

## Historia

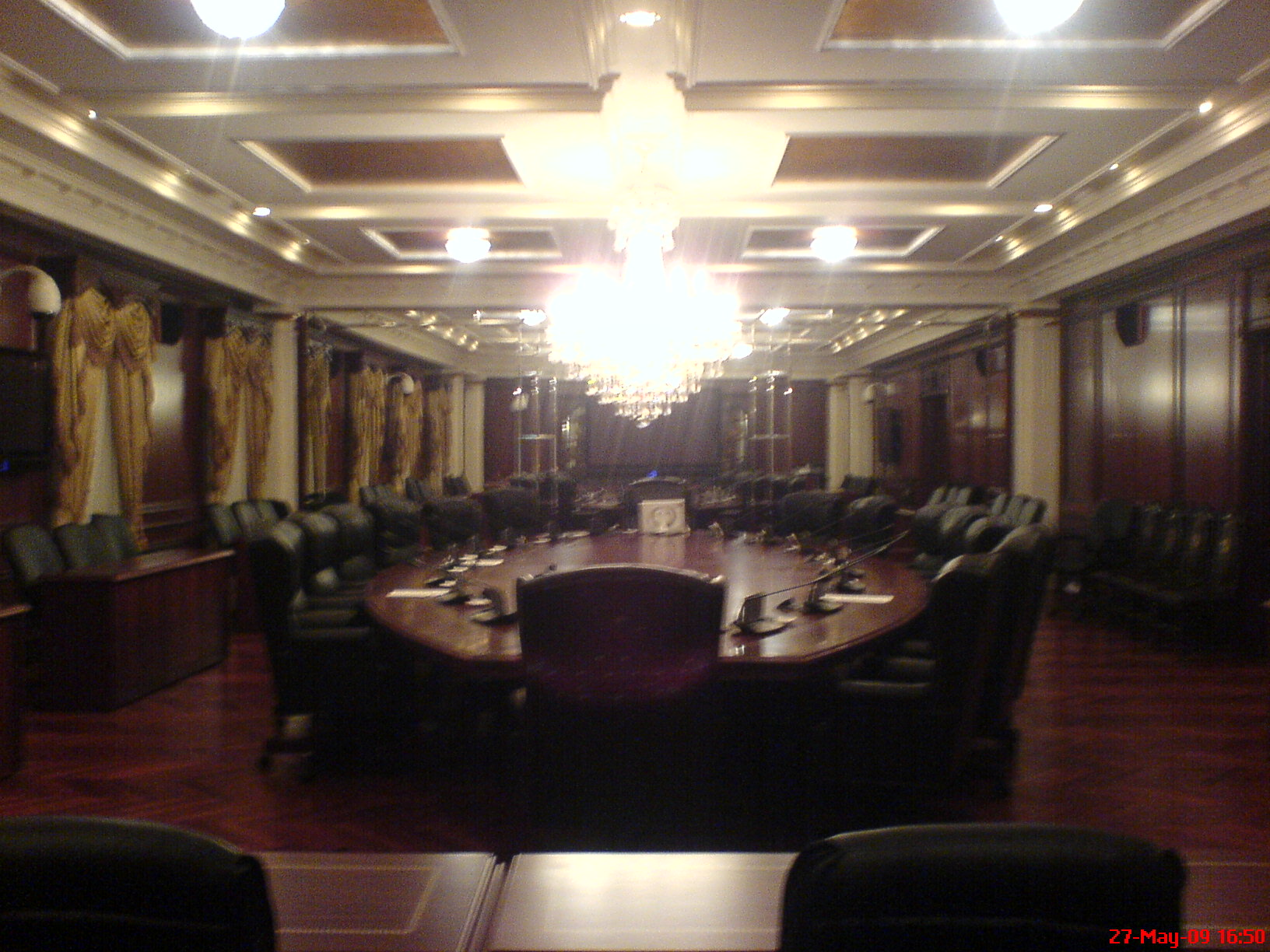
Salón del Consejo de Ministros en el Palacio de las Garzas.

El 4 de noviembre de 1903 José Agustín Arango, Federico Boyd y Tomás Arias crearon la Junta Provisional de Gobierno, en la cual se decidían y aprobaban decretos. Esta fue creada mientras se creaba la Constitución, mediante la Asamblea Nacional Constituyente. En la Junta estaban también los ministros de Gobierno, Relaciones Exteriores, Instrucción Pública, Guerra y Marina, Justicia y Hacienda, aconsejando al triunvirato en sus edictos. Una de las primeras acciones del gabinete provisional fue aprobar la creación de la provincia de Bocas del Toro, las leyes que regían antes del movimiento, la ratificación del tratado del Canal y las relaciones internacionales.
En 1904, cuando se promulgó la Constitución, Manuel Amador Guerrero fue designado presidente de la República por la Asamblea, donde dictaba que el poder ejecutivo se dividía en cuatro secretarías. Fue entonces cuando se creó el primer Consejo de Ministros, cuyos miembros fueron además del presidente: José Domingo de Obaldía como vicepresidente, Tomás Arias como secretario de Gobierno, Francisco V. de la Espriella como secretario de Hacienda, Julio J. Fábrega como secretario de Instrucción Pública y Justicia y Manuel Quintero V. como secretario de Obras Públicas.

## Presente
Actualmente el Gabinete tiene 17 ministerios de estado. Su medio de información es la Gaceta Oficial de la República y su lugar de reuniones es el Palacio de las Garzas. Los miembros actuales son los siguientes:

### Viceministerios
El viceministerio general en el Ministerio de la Presidencia ha sido ejercido por los siguientes individuos:
1. Virna Luque (1 de julio de 2024-presente).[3]

El viceministerio de Gobierno en el Ministerio de Gobierno ha sido ejercido por los siguientes individuos:
1. Juan Francisco Borrell (1 de julio de 2024-presente).[3]

El viceministerio de Asuntos Indígenas en el Ministerio de Gobierno ha sido ejercido por los siguientes individuos:
1. Juan Águila Jiménez (1 de julio de 2024-presente).[3]

El viceministerio de Política Exterior en el Ministerio de Relaciones Exteriores ha sido ejercido por los siguientes individuos:
1. Carlos Ruíz-Hernández (1 de julio de 2024-presente).[3]

El viceministerio de Asuntos Multilaterales y Cooperación en el Ministerio de Relaciones Exteriores ha sido ejercido por los siguientes individuos:
1. Carlos Guevara Mann (1 de julio de 2024-presente).[3]

El viceministerio de Economía en el Ministerio de Economía y Finanzas ha sido ejercido por los siguientes individuos:
1. Eida Sáiz (1 de julio de 2024-presente).[3]

El viceministro de Finanzas en el Ministerio de Economía y Finanzas ha sido ejercido por los siguientes individuos:
1. Fausto Fernández (1 de julio de 2024-presente).[4]

El viceministerio general en el Ministerio de Seguridad Pública ha sido ejercido por los siguientes individuos:
1. Luis Felipe Icaza (1 de julio de 2024-presente).[5]

El viceministerio de Comercio Exterior en el Ministerio de Comercio e Industrias ha sido ejercido por los siguientes individuos:
1. Carlos Arturo Hoyos Boyd (1 de julio de 2024-presente).[3]

El viceministerio de Comercio Interior en el Ministerio de Comercio e Industrias ha sido ejercido por los siguientes individuos:
1. Eduardo Arango Pérez (1 de julio de 2024-presente).[3]

El viceministerio general en el Ministerio de Obras Públicas ha sido ejercido por los siguientes individuos:
1. Iván De Ycaza Delgado (1 de julio de 2024-presente).[3]

El viceministerio académico en el Ministerio de Educación ha sido ejercido por los siguientes individuos:
1. Agnes De León Chacón de Cotes (1 de julio de 2024-presente).[3]

El viceministerio administrativo en el Ministerio de Educación ha sido ejercido por los siguientes individuos:
1. Roberto Elías Sevillano (1 de julio de 2024-presente).[3]

El viceministerio de Infraestructura en el Ministerio de Educación ha sido ejercido por los siguientes individuos:
1. Delia Marcela Herrera (1 de julio de 2024-presente).[3]

El viceministerio general en el Ministerio de Salud ha sido ejercido por los siguientes individuos:
1. Manuel Alberto Zambrano Chang (1 de julio de 2024-presente).[3]

El viceministerio general en el Ministerio de Trabajo y Desarrollo Laboral ha sido ejercido por los siguientes individuos:
1. Gregorio Ordónez Huete (1 de julio de 2024-presente).[3]

El viceministerio de Vivienda en el Ministerio de Vivienda y Ordenamiento Territorial ha sido ejercido por los siguientes individuos:
1. Fernando Méndez Peralta (1 de julio de 2024-presente).[3]

El viceministerio de Ordenamiento Territorial en el Ministerio de Vivienda y Ordenamiento Territorial ha sido ejercido por los siguientes individuos:
1. Frank Osorio Abadía (1 de julio de 2024-presente).[3]

El viceministerio general en el Ministerio de Desarrollo Social ha sido ejercido por los siguientes individuos:
1. Ricardo Landero (1 de julio de 2024-presente).[3]

El viceministerio general en el Ministerio de Desarrollo Agropecuario ha sido ejercido por los siguientes individuos:
1. Francisco José Ameglio Vásquez (1 de julio de 2024-presente).[3]

El viceministerio general en el Ministerio de Ambiente ha sido ejercido por los siguientes individuos:
1. Óscar Vallarino (1 de julio de 2024-presente).[3]

El viceministerio general en el Ministerio de Cultura ha sido ejercido por los siguientes individuos:
1. Arianne Benedetti (1 de julio de 2024-presente).[3]

El viceministerio general en el Ministerio de la Mujer ha sido ejercido por los siguientes individuos:
1. Lilibeth Cárdenas Chanis (1 de julio de 2024-presente).[3]